# Холистер (Оклахома)
Холистер (енгл. Hollister) град је у америчкој савезној држави Оклахома.

## Демографија
По попису из 2010. године број становника је 50, што је 10 (-16,7%) становника мање него 2000. године.
| Група             | 2000.      | 2010.      |
| Белци             | 52 (86,7%) | 35 (70,0%) |
| Афроамериканци    | 0 (0,0%)   | 0 (0,0%)   |
| Азијати           | 0 (0,0%)   | 2 (4,0%)   |
| Хиспаноамериканци | 6 (10,0%)  | 13 (26,0%) |
| Укупно            | 60         | 50         |